# Любен Яндрейевски
Любен Димка Яндрейевски (на македонска литературна норма: Љубен Димка Јандрејевски) е югославски партизанин, политически офицер, генерал-майор от Югославия.

## Биография
Роден е на 28 март 1927 г. в град Прилеп. През 1938 г. завършва основно образование. На 1 май 1944 г. влиза в комунистическата съпротива в Югославия като борец, младежки ръководител, а впоследствие и комисар на чета. След края на войната е комисар на чета (1945 – 1953). През 1948 г. завършва гимназия, а през 1953 г. завършва Военновъздушната военна офицерска школа на ЮНА. От 1953 до 1960 г. е политически инструктор в авиополк. През 1960 г. завършва Висша военновъздушна академия. В периода 1960 – 1964 г. е офицер и заедно с това преподавател по морално-политическо възпитание в обучителен полк. Между 1964 и 1965 г. е помощник-командир по морално-политическото възпитание на бомбардировъчен авиополк. През 1965 г. завършва Политическата школа на ЮНА. След това до 1971 г. е помощник-командир по морално-политическото възпитание и легалните въпроси на авиобригада. От 1971 до 1974 г. е началник на секция в политическото управление на Съюзния секретариат за народна отбрана (ССНО). През 1973 г. завършва Военна школа. Между 1974 и 1976 г. е помощник-началник на 1 отделение на политическото управление на ССНО. В периода 1976 – 1982 г. е началник на 2-ро отделение на политическото управление на ССНО. От 1982 до 1986 г. е началник на 1-во отделение на политическото управление на ССНО. През декември 1986 г. излиза в запаса. Умира на 27 май 2009 г. в Белград.

## Военни звания
- Поручик (1947)
- Капитан (1950)
- Капитан 1 клас (1954)
- Майор (1960)
- Подполковник (1964)
- Полковник (1969)
- Генерал-майор (1983), предсрочно

## Награди
- Орден за заслуги пред народа със сребърна звезда, 1947 година;
- Медал за храброст, 1947 година
- Орден за храброст, 1948 година
- Орден за военни заслуги със сребърни мечове, 1957 година;
- Орден на Народната армия със сребърна звезда, 1967 година;
- Орден на Народната армия със златна звезда, 1972 година;
- Орден на братството и единството със сребърен венец, 1975 година;
- Орден на Югославското знаме със златен венец, 1978 година и 1985 година.
- Югославска звезда със златен венец, 1987 година[3]